# Nathaniel Gorham (politik)
Nathaniel Gorham (27. května 1738 Charlestown, Massachusetts – 11. června 1796 Charlestown, Massachusetts) byl politik a obchodník z Massachusetts. Byl delegátem za stát Massachusetts na Konfederačním kongresu a šest měsíců (od 6. června 1786 do 2. listopadu 1786) působil jako prezident tohoto orgánu. Zúčastnil se také zasedání na Constitution Convention a byl jeden z signatářů ústavy Spojených států, kterou podepsal 17. září 1787 ve Filadelfii v Pensylvánii.

## Životopis
Nathaniel Gorham se narodil v Charlestownu v Bostonu v Massachusetts. Je synem kapitána Nathaniela Gorhama a jeho ženy Mary Soley. Jeho předkem byl John Howland (asi 1599–1673), který byl jedním z Otců poutníků (Pilgrim Fathers), kteří přicestovali z Anglie do Severní Ameriky na lodi Mayflower, podepsali Mayflower Compact a pomohli založit novou kolonii, budoucí Plymouth. Jeho sestra Elizabeth Gorham, se kterou se oženil John Leighton, byla předchůdkyní Edith Kermit Carow Roosevelt, druhou manželkou Theodora Roosevelta, tedy první dámou Spojených států, když byl její muž v letech 1901 až 1909 prezidentem USA.
Oženil se s Rebeccou Call, dcerou anglikánského vikáře v Dorchesteru v Massachusetts, Johna Mavericka a Mary Gye Maverick.

### Politická kariéra
Jeho kariéra začíná v 15 letech. Vyučil se u obchodníka v New London v Connecticutu. Poté si otevřel v roce 1759 obchodní dům v Charlestownu v Massachusetts. Zúčastnil se veřejného života na začátku americké revoluce: byl členem Massachusetts General Court (legislaturní orgán) od roku 1771 do roku 1775, delegátem Provincial Congress od roku 1774 do roku 1775 a členem Board of War (válečná rada) od roku 1778 až do jejího zrušení v roce 1781. V roce 1779 pracoval v kontinentálním kongresu. Od roku 1782 do roku 1783 byl delegátem Konfederačního Kongresu a od roku 1785 do roku 1787 byl po dobu pěti měsíců od 6. června do 5. listopadu 1786 po rezignaci Johna Hancocka prezidentem tohoto orgánu. Gorham také pracoval jako soudce okresu Middlesex County.
V roce 1786 to byl pravděpodobně Gorham, kdo navrhl Alexandru Hamiltonovi, aby se princ Jindřich Pruský, bratr Fridricha II. stal prezidentem nebo králem Spojených států. Nabídka však byla zrušena dříve, než princ mohl odpovědět.
Několik měsíců v roce 1787 pracoval Gorham jako jeden z delegátů za stát Massachusetts na zasedání United States Constitutional Convention. Gorham často zastával funkci předsedy výboru Konventu, což znamená, že on (spíše než skutečný předseda Konventu, George Washington) předsedal kongresovým zasedáním během prvních jednání delegátů o struktuře nové vlády na konci května a v červnu 1787. Poté tvrdě pracoval na tom, aby byla ústava schválena v jeho domovském státě, v Massachusetts. Společně s Oliverem Phelpsem vytvořil syndikát, který spekulativně nakupoval pozemky. V roce 1788 zakoupil od státu Massachusetts v roce 1788 předkupní práva na ohromnou plochu země v západním New Yorku, která kolem řeky Genesee, vše za částku 1 000 000 USD (asi 15,1 milionu USD dnes). Dotyčná země byla dříve postoupena státu Massachusetts od státu New York na základě Hartfordské smlouvy (Treaty of Hartford) z roku 1786. Předkupní právo jim zajistilo nárok získat tuto zemi od Indiánů. Práva Indiánů na tuto část země na východ od řeky Genesee a také na 185 000 akrů (750 km²) na západ od Genesee, Mill Yard Tract zanikla. Syndikát rozprodal velké části území spekulantům a osadníkům. Jeho syn Nathaniel Gorham Jr. (zemřel 22. října 1836, Canandaigua, New York) byl průkopnickým osadníkem tohoto území, zastupoval zde zájmy svého otce.
V roce 1790 poté, co Gorham a Phelps zbankrotovali, byli nuceni prodat téměř všechna svá dosud neprodaná území na východ od řeky Genesee Robertu Morrisovi, který tyto země nakonec znovu prodal malé skupině britských investorů společnosti „The Pulteney Association“. Phelps a Gorham nebyli ani tak schopni dodržet plné výši smlouvu s Massachusetts, takže v roce 1790 se vzdali části zemí, které tak zůstalo Indiánům, konkrétně se jednalo o území západně od Genesee. Nakonec území získal opět Robert Morris, který většinu dále prodával společnosti Holland Land Company. Morris si ponechal 500 000 akrů (2 000 km²) půdy, která se stala známou jako „The Morris Reserve“.

### Odkaz a smrt
Nathaniel Gorman zemřel v Charlestownu v Massachusetts v roce 1796. Je pohřben na Phipps Street Cemetery v Charlestownu.
K uctění jeho památky je pojmenována Gorham Street v Madisonu ve Wisconsinu a město Gorham v New Yorku.